# Ain't a Party
«Ain't a Party» —en español: «No es una fiesta»— es una canción coproducida por el disc jockey francés David Guetta y el dúo holandés Glowinthedark, con la colaboración del cantante Harrison Shaw; incluida en el álbum recopilatorio de Guetta, Fuck Me I'm Famous – Ibiza Mix 2013. La canción contiene influencias de clásicos del rock como «Song 2» de Blur y la intro de «Smells Like Teen Spirit» de Nirvana.

## Antecedentes y producción
El 15 de junio de 2013, mientras estaba acompañando a Rihanna, en la gira mundial de conciertos, Diamonds World Tour en Europa, estrenó su sencillo, en el estadio de Twickenham y dijo:

Twickenham, espero que les guste esta nueva pista, es nueva y somos los primeros en el mundo en escucharla.[cita requerida]

## Video musical
El 20 de junio de 2013, se lanzó un video teaser, con una duración de 16 segundos en la cuenta oficial de David.

## Lista de canciones
| Descarga digital |                                     |          |  |
| N.º              | Título                              | Duración |  |
| 1.               | «Ain't a Party» (Radio edit)        | 3:14     |  |
| 2.               | «Ain't a Party» (Versión extendida) | 6:03     |  |
| 3.               | «Ain't a Party» (Clean Radio Edit)  | 3:14     |  |

## Posicionamiento en listas
| Lista (2013)                                | Mejor posición |
| ------------------------------------------- | -------------- |
| Alemania (Media Control AG)                 | 46             |
| Austria (Ö3 Austria Top 40)                 | 30             |
| Bélgica (Flandes) (Ultratip Bubbling Under) | 13             |
| Bélgica (Valonia) (Ultratip Bubbling Under) | 3              |
| Corea del Sur (Gaon Chart)                  | 1              |
| Francia (SNEP)                              | 45             |
| Suiza (Schweizer Hitparade)                 | 57             |